# 川中子駅
川中子駅（かわなかごえき）は、茨城県常陸太田市小目町にあった日立電鉄日立電鉄線の駅（廃駅）である。

## 歴史
- 1929年（昭和4年）7月3日：常北電気鉄道久慈（後の久慈浜） - 常北太田間延伸に伴い開業。
- 1944年（昭和19年）7月31日：会社合併に伴い日立電鉄線の駅となる。
- 1963年（昭和38年）12月1日：委託化。
- 1966年（昭和41年）
  - 6月：側線を撤去する。
  - 7月 ：無人化。
- 1969年（昭和44年）3月：駅舎撤去。
- 2005年（平成17年）4月1日：日立電鉄線の廃線に伴い廃止。

## 駅構造
単式ホーム1面1線の地上駅。かつては側線を持っており、石材および農産物の積み出しを行っていた。かつては木造の駅舎があったが1969年（昭和44年）に撤去され、廃止時はホームとその上の上屋のみの駅であった。
当駅は開業当初は直営駅であったが1963年（昭和38年）に委託化、1966年（昭和41年）に無人化された。
駅敷地跡には、茨城みずほ農業協同組合（JA茨城みずほ）の世矢ライスセンターが建設されている。

## 駅周辺
- 常陸太田小目郵便局
- 常陸太田市立世矢小学校
- 常陸太田市立世矢中学校
- 真弓ヶ丘ニュータウン
- 川中子温泉

## 隣の駅
日立電鉄
日立電鉄線
常陸岡田駅 - 川中子駅 - 大橋駅